# Glenea dimidiata
Glenea dimidiata é uma espécie de escaravelho da família Cerambycidae. Foi descrita por Johan Christian Fabricius em 1801. É conhecida a sua existência na Malásia e Indonésia.

## Subespecie
- Glenea dimidiata arcuatefasciata Pic, 1943
- Glenea dimidiata dimidiata (Fabricius, 1801)
- Glenea dimidiata semigrisea Aurivillius, 1913
- Glenea dimidiata sumbawana Aurivillius, 1925